# Scleria lacustris
Scleria lacustris är en halvgräsart som beskrevs av Charles Wright. Scleria lacustris ingår i släktet Scleria och familjen halvgräs. Inga underarter finns listade i Catalogue of Life.